# Colchester United Football Club
El Colchester United Football Club és un club de futbol anglès de la ciutat de Colchester, Essex.

## Història
El principal club de la ciutat a inicis del Segle XX fou el Colchester Town, primer propietari de l'estadi Layer Road. El 1935 ingressà a la Eastern Counties League, però els seus fluixos resultats convenceren els seguidors perquè el club esdevingués professional, com havia succeït amb els veïns de l'Ipswich Town. Els responsables del club no hi estaven d'acord i finalment fou creat un club nou, el Colchester United, el març de 1937, que ingressà a la Southern League. Finalment el Colchester Town desaparegué.
El club fou escollit per jugar a la Football League l'any 1950. Passà la major part de les dècades dels 50, 60, 70 i 80 entre la tercera i la quarta divisió angleses. A finals de la dècada de 1980, per problemes econòmics, baixà a la Football Conference (1990-1992). Tornà a ascendir a la Quarta Divisió i a la Tercera en finalitzar la temporada 1997-98. La temporada 2005-06 ascendí a la Segona Divisió (Football League Championship. La seva millor posició en aquesta categoria fou un desè lloc. La temporada 2007-08 va perdre la categoria baixant a la League One.
El principal rival del Colchester és el veí d'Essex Southend United.

## Palmarès[3]
- Football Conference
  - 1991-92
- Southern Football League
  - 1938-39

- FA Trophy
  - 1991-92
- Watney Cup
  - 1971-72
- Essex Senior Cup
  - 2009-10
- Southern League Cup
  - 1939-40, 1949-50
- Essex Senior League Challenge Cup
  - 1974-75 (Colchester United 'A')